# Harry Snell (1er baron Snell)
Pour les articles homonymes, voir Snell.
Henry Snell, 1er baron Snell (1er avril 1865 - 21 avril 1944), est un homme politique socialiste britannique. Il sert dans le gouvernement sous Ramsay MacDonald et Winston Churchill, et comme chef du Parti travailliste à la Chambre des lords à la fin des années 1930.

## Jeunesse
Né à Sutton-on-Trent dans le Nottinghamshire, fils de travailleurs agricoles, Harry Snell fait ses études dans l'école de son village local avant de commencer à travailler comme ouvrier agricole à l'âge de huit ans. Il travaille à plein temps dès l'âge de dix ans et devient domestique à la ferme à l'âge de douze ans. Insatisfait de ce travail, Snell part et voyage dans le comté, occupant une variété d'emplois, notamment comme palefrenier et passeur dans une auberge sur la rivière Trent et comme polisseur français à Nottingham. Pendant de longues périodes de chômage, il s'occupe de nombreuses lectures et est particulièrement influencé par l'écriture d'Henry George. Inspiré par Charles Bradlaugh et la cause de la laïcité à Nottingham en 1881, il rejoint la National Secular Society. Il rejette l'anglicanisme austère et littéraliste de son ascension, mais conserve une certaine foi religieuse et décide de rejoindre l'Église unitarienne, impressionné par son approche scientifique de la doctrine chrétienne et ses valeurs progressistes et tolérantes.
Un enseignant unitaire, John Kentish-White, présente à Snell les œuvres de Lord Byron et Samuel Taylor Coleridge. Grâce à des connaissances acquises dans le mouvement unitarien, Snell trouve un emploi à Londres en tant que commis dans les bureaux du Midland Institute for the Blind. Il poursuit son auto-éducation à la bibliothèque de référence de l'University College de Londres, sous l'influence des écrits de Thomas Paine, William Morris, John Ruskin et John Stuart Mill. Finalement, l'Unitarisme devient encore trop strict pour lui, et il devient agnostique et membre de la National Secular Society. Après avoir entendu Annie Besant s'adresser à une réunion de la Société séculière sur le thème du socialisme, Snell rejoint la Fédération social-démocrate. Il travaille sur la campagne de John Burns pour le Parlement en 1885 et commence à s'exprimer lui-même lors des réunions publiques, apparaissant aux côtés de Henry Hyndman, Tom Mann, Eleanor Marx et Ben Tillett. Il soutient activement la grève des usines de Bryant et May Match et la grève des docks de Londres de 1889.

## Député
En 1890, Snell commence le travail social pour la Woolwich Charity Organization Society, et devient plus tard secrétaire du directeur de la London School of Economics. Il rejoint le Parti travailliste indépendant et, en 1894, la Fabian Society, voyageant beaucoup à travers la Grande-Bretagne pour donner des conférences sur des sujets socialistes avec des orateurs tels que Ramsay MacDonald et Bruce Glasier. Snell donne également des conférences pour la British Conway Hall Ethical Society (devenant finalement président) et son homologue américain. Snell se présente sans succès à Huddersfield en tant que candidat du Parti travailliste en janvier et décembre 1910  et 1918. Il est élu au London County Council en 1919, servant jusqu'en 1925, et est élu député pour Woolwich East, le siège autrefois détenu par Will Crooks, à l'élection générale de 1922, réélu en 1929 .

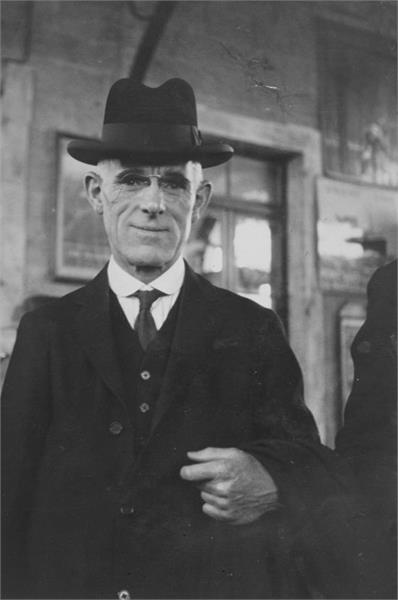
Harry Snell 1929

À la fin de 1929, Snell est nommé à la Commission Shaw, qui a été créée pour enquêter sur les soulèvements arabes en Palestine. Lorsque la Commission publie ses conclusions en mars 1931, Snell présente un rapport minoritaire, en désaccord avec la recommandation de la Commission de réduire l'immigration juive et l'achat de terres. Snell est également en désaccord avec les affirmations de la Commission selon lesquelles la Palestine est surpeuplée, approuvant les rapports publiés deux ans plus tôt selon lesquels la région est sous-peuplée et largement sous-cultivée. Il décrit l'impact de l'immigration juive comme ayant élevé le niveau de vie des travailleurs arabes et affirme que la Commission encourage à tort et dangereusement l'idée que l'immigration est une menace pour les Arabes et menace leur avenir économique. À la suite de cela, Snell devient un fervent partisan du sionisme .
De 1931 à 1932, il est président de la British Ethical Union (maintenant connue sous le nom de Humanists UK), une organisation promouvant l'humanisme comme base non religieuse de la moralité .
Snell est nommé Commandeur de l'Ordre de l'Empire britannique (CBE) dans les honneurs d'anniversaire de 1930.

## Chambre des lords
Snell démissionne de son siège à la Chambre des communes en 1931, pour faire place à George Hicks, un membre éminent du Congrès des syndicats, et est élevée à la pairie comme baron Snell, de Plumstead dans le comté de Kent, le 23 mars 1931. Ramsay MacDonald le nomme Sous-secrétaire d'État à l'Inde et, lors de la formation du gouvernement national quelques mois plus tard, demande à Snell de continuer à occuper ce poste. Cependant, Snell refuse, choisissant de rester fidèle au Parti travailliste. Aux Lords, il s'exprime sur les questions agricoles, avec une préoccupation particulière pour les travailleurs ruraux, et sur les affaires étrangères, et est membre du British Institute of Parliament Affairs et de l'Empire Parliament Association. Il est également nommé au British Council, devenant finalement vice-président. En 1935, quand Arthur Ponsonby choisit de démissionner avec George Lansbury, Snell devient le chef du Labour chez les Lords, servant sous Clement Attlee. Il publie une autobiographie, Les hommes, les mouvements et moi-même, en 1936, et est nommé conseiller privé en 1937.
En tant que chef des travaillistes chez les Lords, Snell prend une ligne ferme contre la menace croissante du fascisme et attaque l'apaisement du gouvernement envers l'Allemagne nazie et son refus d'intervenir pour aider le gouvernement républicain pendant la guerre civile espagnole. Il continue à défendre le sionisme. Au cours d'un débat aux Lords en 1938, il se prononce en faveur de la politique de transfert de population des Arabes en Palestine aux fins de développement de la terre et de création de colonies cohésives, soulignant que des transferts similaires avaient eu lieu en Libye et dans d'autres pays arabes sans aucune protestation. Agé de soixante-quinze ans et avec sa santé défaillante, il démissionne de son poste de chef des pairs travaillistes en 1940. Cependant, il se rétablit et est nommé par Winston Churchill comme capitaine de l'honorable Corps of Gentlemen-at-Arms (chef adjoint de la Chambre des lords) un an plus tard (après avoir été envisagé comme chef, mais écarté au profit d'un conservateur). Il préside plusieurs commissions et enquêtes pendant la Seconde Guerre mondiale, et reçoit le titre de compagnon d'honneur en 1943. Alors qu'il occupe toujours le rôle de chef adjoint, Snell tombe malade à la fin de mars 1944 et meurt moins d'un mois plus tard, sa pairie s'éteignant à ce moment-là.